# Miss Univers Canada
Miss Univers Canada, est un concours de beauté, destiné aux jeunes femmes habitant le Canada, qualificatif pour l'élection de Miss Univers.
Le concours de beauté est créé en 2003.

## Lauréates
| Année | Nom                 | Ville           | Classement Miss Univers |
| ----- | ------------------- | --------------- | ----------------------- |
| 1995  | Lana Buchberger     | Calgary         | 2e dauphine             |
| 1996  | Renette Cruz        | Vancouver       |                         |
| 1997  | Carmen Kempt        | Red Deer        |                         |
| 1998  | Juliana Thiessen    | Calgary         |                         |
| 1999  | Shannon McArthur    | Windsor         |                         |
| 2000  | Kim Yee             | Edmonton        | Top 5                   |
| 2001  | Cristina Rémond     | Montréal        |                         |
| 2002  | Neelam Verma        | Etobicoke       | Top 10                  |
| 2003  | Leanne Marie Cecile | Tecumseh        | Top 10                  |
| 2004  | Venessa Fisher      | Waterdown       |                         |
| 2005  | Natalie Glebova     | Toronto         | Miss Univers 2005       |
| 2006  | Alice Panikian      | Toronto         | Top 10                  |
| 2007  | Inga Skaya          | Toronto         |                         |
| 2008  | Samantha Tajik      | Richmond Hill   |                         |
| 2009  | Mariana Valente     | Richmond Hill   |                         |
| 2010  | Elena Semikina      | Toronto         |                         |
| 2011  | Chelsae Durocher    | Tecumseh        |                         |
| 2012  | Sahar Biniaz        | Vancouver       |                         |
| 2012  | Adwoa Yamoah        | Calgary         |                         |
| 2013  | Riza Santos         | Calgary         |                         |
| 2014  | Chanel Beckenlehner | Caledon         |                         |
| 2015  | Paola Nunez Valdez  | Toronto         |                         |
| 2016  | Siera Bearchell     | Moose Jaw       | Top 9                   |
| 2017  | Lauren Howe         | Toronto         | Top 10                  |
| 2018  | Marta Stępień       | Windsor         | Top 10                  |
| 2019  | Alyssa Boston       | Tecumseh        |                         |
| 2020  | Nova Stevens        | Vancouver       |                         |
| 2021  | Tamara Jemuovic     | Toronto         |                         |
| 2022  | Amelia Tu           | Vancouver       |                         |
| 2023  | Madison Kvaltin     | Greater Sudbury |                         |
| 2024  | Ashley Callingbull  | Edmonton        |                         |

## Galerie

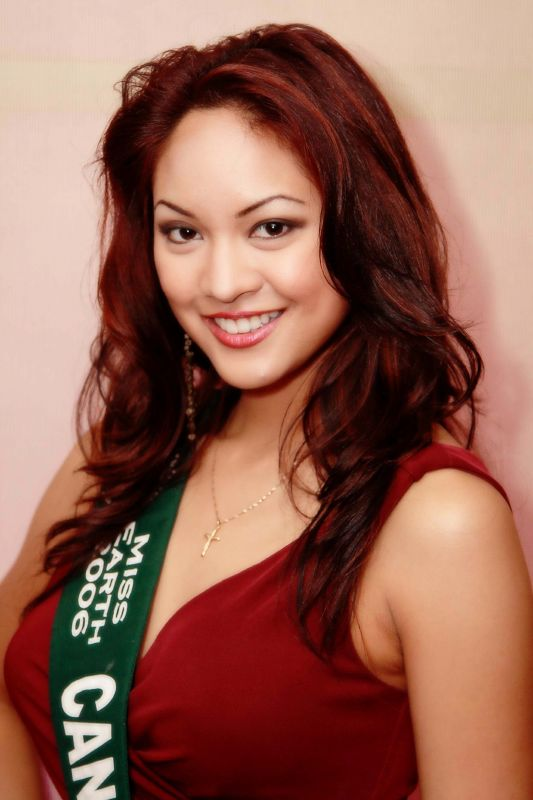
Riza Santos, Miss Univers Canada 2013.
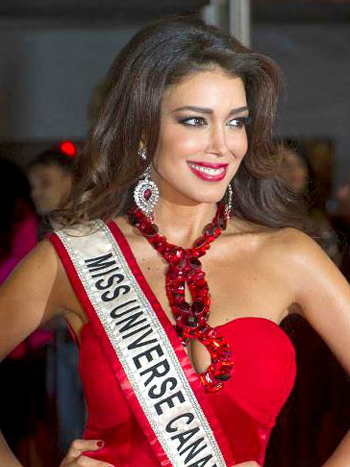
Sahar Biniaz, Miss Univers Canada 2012.
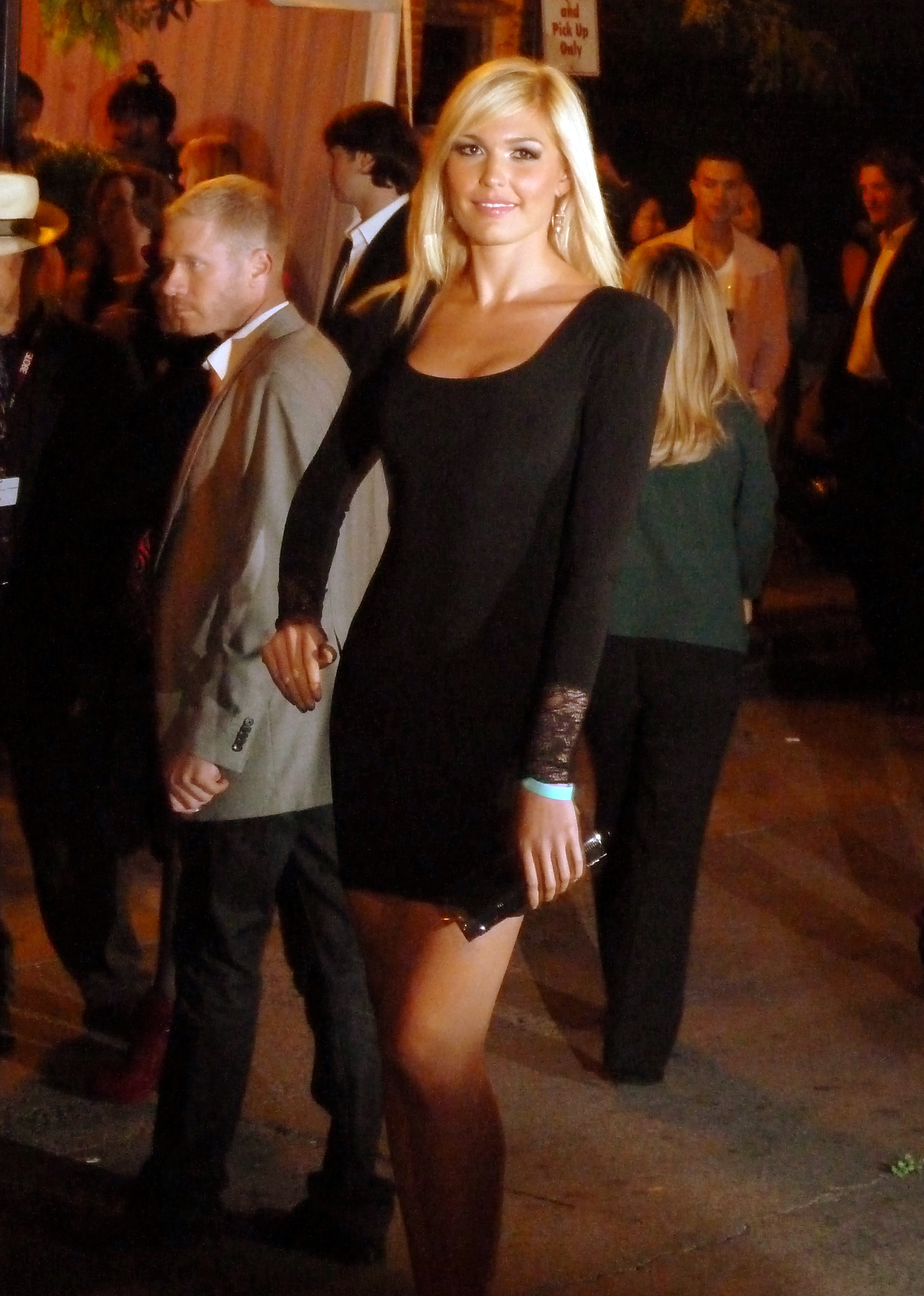
Elena Semikina, Miss Univers Canada 2010.
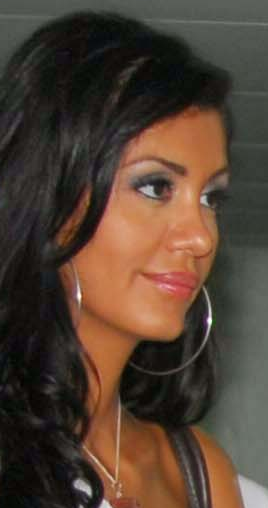
Samantha Tajik, Miss Univers Canada 2008.
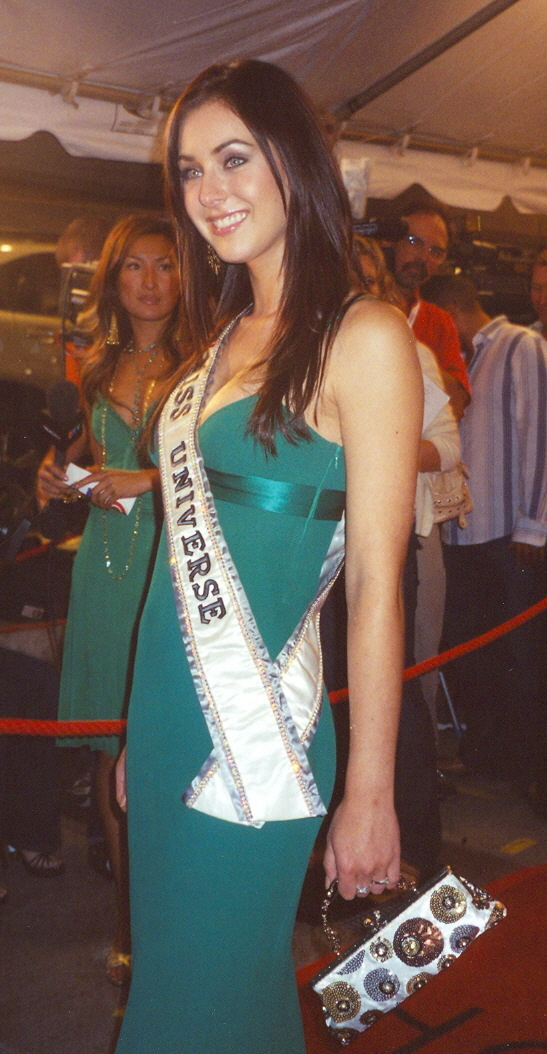
Natalie Glebova, Miss Univers Canada 2005.
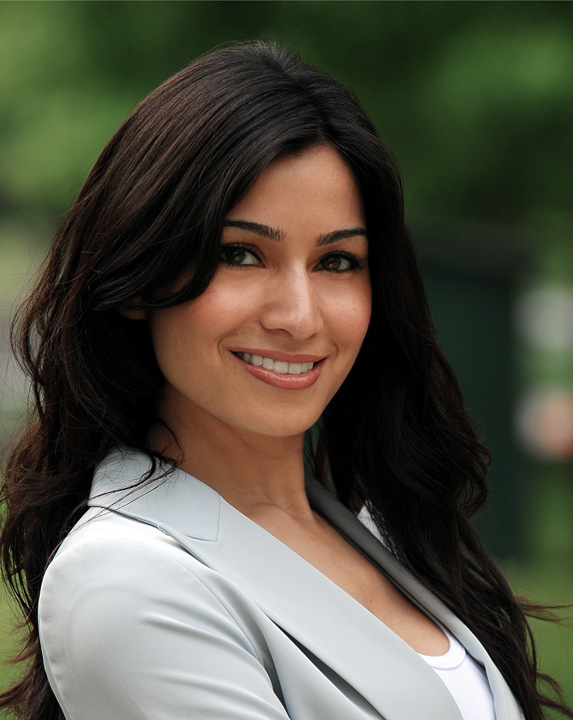
Neelam Verma, Miss Univers Canada 2002.